# 法證事務部
法證事務部（通稱法證部；英文：Forensic Science Division），隸屬於香港特別行政區政府政府化驗所，主要責任為為到香港的刑事及司法制度提供科學鑑證服務，範圍包括檢查測驗，就化驗結果的含義作出詮釋，並且提供專業意見。其主要協助的對象，為香港特別行政區政府的眾執法部門；此外，亦都包括受到政府資助的機構，如醫院管理局等等。除了為到各政府部門送走及檢走的物理證據在實驗室內進行檢查測驗外，法證事務部亦提供24小時的罪案現場勘察查探服務，協助執法部門鑑證辨認及搜查集取科學物理證據。

## 架構
- 法證事務部
  - 刑事科學及品質管理科，由一位總化驗師主管，每小組由一位高級化驗師領導。
    - 生化A組
    - 生化B組
    - 化學組
    - DNA資料庫組
    - 親子鑑證組
    - 物理組
    - 現場勘查及品質管理組

  - 藥物、毒理及文件科，由一位總化驗師主管，每小組由一位高級化驗師領導。
    - 受管制藥物A組
    - 受管制藥物B組
    - 法證毒理A組
    - 法證毒理B組
    - 文件鑑辨組[2]

## 以法證事務部為題材的作品
香港電台
法證如山
無線電視
- 《法證先鋒》
- 《法證先鋒II》
- 《法證先鋒III》
- 《法證先鋒IV》
- 《法證先鋒V》
- 《法證先鋒6 倖存者的救贖》